# Ivan Ivanko
Ivan Ivanko (* 20. Juni 1945 in Proložac, Kroatien) ist ein kroatischer Tänzer.

## Leben
Von 1952 bis 1964 besuchte Ivan Ivanko die Grundschule und das Gymnasium in Zagreb, wo er 1964 sein Abitur ablegte. Ab 1955 studierte er bei Pionirsko Kazaliste in Zagreb Tanz, Gesang und Schauspiel. Ab 1960 war er an der Ballettschule in Zagreb und 1964 an der Accademia Musicale Chigiana in Siena zur Ausbildung zum Balletttänzer.
1963 begann seine Tanzkarriere in Zagreb. Im Jahr 1962 gegründete er mit Milana Broš, Bogdan Gagić, Nada Kokotović, Olga Drausnik und Vlasta Spinčić die Free Dance Group („Komorni Ansambl Slobodnog Plesa“ – KASP) in Zagreb. 1964 begann sein Engagement am Komödientheater in Zagreb („Zagrebačko gradsko kazalište Komedija“) und 1965 am Kroatischen Nationaltheater in Zagreb („Hrvatsko narodno kazalište u Zagrebu“).
Von 1962 bis 1971 nahm er mit der KASP an der Musikbiennale Zagreb („Muzički biennale Zagreb“ – M.B.Z), 1962 bei der Ballett-Biennale in Ljubljana teil. 1967 mit der Free Dance Group („Komorni Ansambl Slobodnog Plesa“ – KASP) an der bei Musikbiennale Zagreb („Muzički biennale Zagreb“ – M.B.Z) teil. 1968 gewann er mit der Free Dance Group („Komorni Ansambl Slobodnog Plesa“ – KASP) den 1. Preis beim Wettbewerb am Institut der Association Francaise de Recherches et Etudes Choreographiques, mit Auftritten bei RTF France und am Théâtre d'Essai de la Dance Paris. Von 1963 bis 1971 war er bei den Sommerfestspielen Dubrovniker Sommerfestspielen („Dubrovačke ljetne igre“) als Tänzer und Pantomime tätig; zu seinen Bühnenrollen gehörte dort u. a. die stumme, oft mit einem Tänzer besetzte, Rolle des Dieners Vespone in der Oper La serva padrona. Auch trat er in mehreren Fernsehshows beim kroatischen Fernsehen Zagreb („HRT“) auf. 1971 hatte er ein Engagement als Solotänzer an den Städtischen Bühnen Hagen. Von 1973 bis 1977 war er am Theater des Westens in Berlin als Tänzer für die Premierenproduktionen Hallo Dolly, My Fair Lady, Irma la Douce, Anatevka und Gräfin Mariza engagiert. Auch am Deutschen Theater München und am Operettenhaus Hamburg war er als Tänzer verpflichtet. 1978 hatte er ein Engagement als Ballettmeister am Theater des Westens in Berlin (Intendant: Karl Viebach). 1983 hatte er ein Engagement als Choreographieassistent und Regie-Koordinator am Kroatischen Nationaltheater in Zagreb unter dem Regisseur und Choreograph Waclaw Orlikowsky für Der Nussknacker und für Romeo und Julia am Slowenischen Nationaltheater in Ljubljana und bei den Sommerfestspielen in Dubrovnik.
Von 1973 bis 2005 war er bei deutschsprachigen Fernsehsendern in verschiedenen Fernseh- und Musikshows (u. a. beim ZDF in Erkennen Sie die Melodie, Musik ist Trumpf, Starparade, Lustige Musikanten, Peter Alexander-Show, Wencke Myhre-Show, Anneliese Rothenberger-Show), Serien und Filmen (Schöner Gigolo, armer Gigolo) als Tänzer, Choreograph, Choreographie-Assistent (bei Herbert F. Schubert), Regieassistent und Regisseur tätig. 
Von 1987 bis 1996 war er als Regisseur, Autor sowie als Choreograph bei der Show Das Goldene Lenkrad tätig. 1993 war er bei VOX Köln Regisseur bei dem Erotikmagazin liebe sünde, bei dem Frauenjournal Die da!, bei dem Elternjournal Kinderkram und bei dem Magazin Provokation – Die Realität vor Augen. 
2005 beendete er seine Laufbahn.